# ルーク・ホッチェバー
ルーク・アンソニー・ホッチェバー（Luke Anthony Hochevar, 1983年9月15日 - ）は、アメリカ合衆国コロラド州デンバー出身の元プロ野球選手（投手）。右投右打。
発音指示によると、ホーチェイバー(HO-chay-vur)と読むのが、より近い。

## 経歴

### プロ入り前
2002年のMLBドラフト39巡目（全体1171位）でロサンゼルス・ドジャースから指名されたが、契約ぜずにテネシー大学へ進学。
2005年に15勝3敗・防御率2.26を記録し、サウスイースタン・カンファレンス最優秀投手やロジャー・クレメンス賞を受賞。同年行われたMLBドラフトでドジャースから1巡目（全体40位）で再び指名され、ドジャースは298万ドルの契約金を提示したが、契約せずに独立リーグアメリカン・アソシエーションのフォートワース・キャッツへ入団。

### ロイヤルズ時代

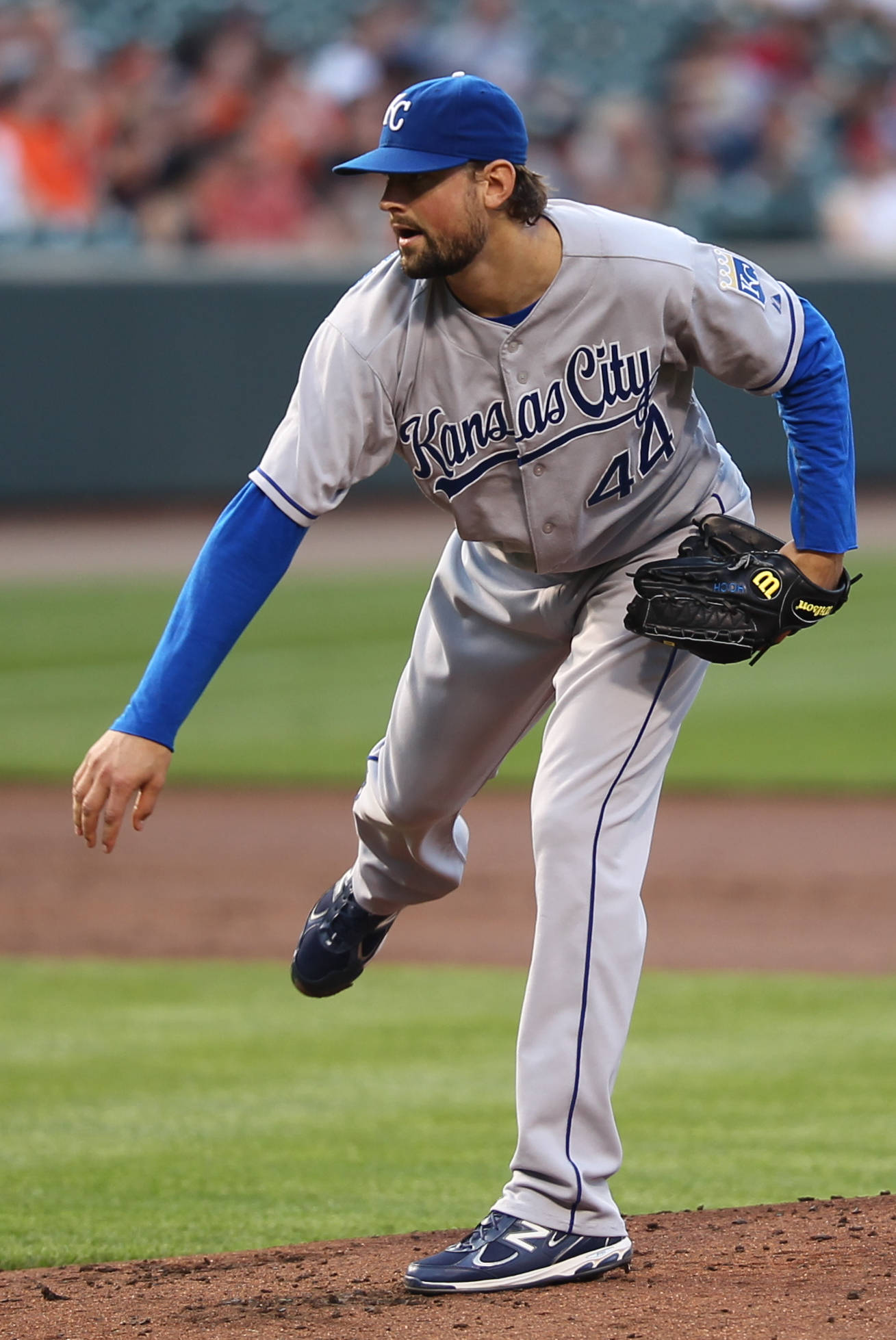
2011年5月25日

2006年のMLBドラフトで1巡目全体1位でカンザスシティ・ロイヤルズから指名され入団。同年、A級バーリントン・ビーズで4試合に登板。
2007年はロイヤルズの最優秀マイナー選手に選出され、9月8日のニューヨーク・ヤンキース戦でメジャーデビュー。シーズン最終戦となった9月30日のクリーブランド・インディアンス戦ではメジャー初先発。
2008年は開幕をAAA級オマハ・ロイヤルズで迎え、3試合に登板した後メジャーへ昇格。4月20日にシーズン初登板を果たし、次の26日の試合で初勝利を挙げた。メジャーで先発ローテーションを守り続けたが、8月19日のクリーブランド・インディアンス戦で肋骨を痛め、故障者リスト入りでシーズンを終えた。
2011年には開幕投手を務め、規定投球回に到達する198イニングを投げ、11勝11敗、防御率4.68を記録した。
2012年も規定投球回に到達する185イニングを投げたが、8勝16敗、防御率5.73と不安定だった。
2013年からはリリーフに転向し、この年は58試合に登板して5勝2敗・2セーブ9ホールド・防御率1.92・82奪三振の好成績を記録。
2014年1月17日にロイヤルズと520万ドル+出来高の1年契約に合意した。しかしスプリングトレーニング中の3月3日に行われたシカゴ・ホワイトソックス戦で右肘を痛め、8日にトミー・ジョン手術を行うことを発表した。3月29日に15日間の故障者リスト入りし、6月2日に60日間の故障者リストへ異動した。この年は手術の影響でシーズンを全休した。オフの10月30日にFAとなったが、12月4日にロイヤルズと総額1000万ドルの2年契約（2017年・700万ドルの相互選択オプション付き）で再契約した。
2015年、5月7日のインディアンス戦で、2シーズンぶりにメジャーの舞台に復帰した。この年は、リリーフ専業で49試合に登板し、1勝1敗・1セーブ6ホールド・防御率3.73を記録した。手術前ほどの成績ではなかったものの、一定の出場機会を得た。ポストシーズン初登板を果たし、9試合に登板し全試合で無失点と活躍した。特にリーグ優勝決定シリーズ第2戦では1アウト満塁の場面で登板して無失点に抑えたり、ワールドシリーズでは第3戦から3連投し、第5戦で延長10回から2イニングを投げるなど、チーム30年ぶりのワールドシリーズ制覇に貢献した。
2016年は、40試合にリリーフ登板し、2勝3敗14ホールド、防御率3.86、37.1イニングで40奪三振（奪三振率9.6）という、前年とほぼ同水準の成績を残した。球団から契約オプションが行使されずオフにFAとなった。
2018年8月13日、現役引退を表明した。

## 詳細情報

### 年度別投手成績
| 年 度    | 球 団    | 登 板 | 先 発 | 完 投 | 完 封 | 無 四 球 | 勝 利 | 敗 戦 | セ 丨 ブ | ホ 丨 ル ド | 勝 率 | 打 者 | 投 球 回 | 被 安 打 | 被 本 塁 打 | 与 四 球 | 敬 遠 | 与 死 球 | 奪 三 振 | 暴 投 | ボ 丨 ク | 失 点 | 自 責 点 | 防 御 率 | W H I P |
| -------- | -------- | ----- | ----- | ----- | ----- | -------- | ----- | ----- | -------- | ----------- | ----- | ----- | -------- | -------- | ----------- | -------- | ----- | -------- | -------- | ----- | -------- | ----- | -------- | -------- | ------- |
| 2007     | KC       | 4     | 1     | 0     | 0     | 0        | 0     | 1     | 0        | 0           | .000  | 54    | 12.2     | 11       | 1           | 4        | 0     | 3        | 5        | 1     | 0        | 4     | 3        | 2.13     | 1.18    |
| 2008     | KC       | 22    | 22    | 0     | 0     | 0        | 6     | 12    | 0        | 0           | .333  | 566   | 129.0    | 143      | 12          | 47       | 1     | 5        | 72       | 7     | 0        | 84    | 79       | 5.51     | 1.47    |
| 2009     | KC       | 25    | 25    | 2     | 1     | 0        | 7     | 13    | 0        | 0           | .350  | 631   | 143.0    | 167      | 23          | 46       | 0     | 8        | 106      | 9     | 0        | 109   | 104      | 6.55     | 1.49    |
| 2010     | KC       | 18    | 17    | 1     | 0     | 0        | 6     | 6     | 0        | 0           | .500  | 450   | 103.0    | 110      | 9           | 37       | 1     | 4        | 76       | 2     | 1        | 61    | 55       | 4.81     | 1.43    |
| 2011     | KC       | 31    | 31    | 0     | 0     | 0        | 11    | 11    | 0        | 0           | .500  | 835   | 198.0    | 192      | 23          | 62       | 4     | 7        | 128      | 7     | 2        | 110   | 103      | 4.68     | 1.28    |
| 2012     | KC       | 32    | 32    | 2     | 1     | 0        | 8     | 16    | 0        | 0           | .333  | 800   | 185.1    | 202      | 27          | 61       | 3     | 13       | 144      | 8     | 0        | 127   | 118      | 5.73     | 1.42    |
| 2013     | KC       | 58    | 0     | 0     | 0     | 0        | 5     | 2     | 2        | 9           | .714  | 262   | 70.1     | 41       | 8           | 17       | 1     | 1        | 82       | 2     | 0        | 15    | 8        | 1.92     | 0.82    |
| 2015     | KC       | 49    | 0     | 0     | 0     | 0        | 1     | 1     | 1        | 6           | .500  | 214   | 50.2     | 49       | 7           | 16       | 0     | 1        | 49       | 3     | 0        | 23    | 21       | 3.73     | 1.28    |
| 2016     | KC       | 40    | 0     | 0     | 0     | 0        | 2     | 3     | 0        | 14          | .400  | 151   | 37.1     | 31       | 6           | 9        | 0     | 3        | 40       | 2     | 0        | 17    | 16       | 3.86     | 1.07    |
| MLB：9年 | MLB：9年 | 279   | 128   | 5     | 2     | 0        | 46    | 65    | 3        | 29          | .414  | 3963  | 929.1    | 946      | 116         | 299      | 10    | 45       | 702      | 41    | 3        | 550   | 514      | 4.98     | 1.34    |

- 各年度の太字はリーグ最高

### 諸記録
- MLBドラフト全体1位指名選手（2006年）
- 開幕投手：1回（2011年）
- ワールドシリーズ優勝：1回（2015年）

### 背番号
- 44 （2007年 - 2013年、2015年 - 2016年）